# Werchnjaja Tura
Werchnjaja Tura (russisch Верхняя Тура) ist eine Stadt in der Oblast Swerdlowsk (Russland) mit 9461 Einwohnern (Stand 14. Oktober 2010).

## Geographie
Die Stadt liegt am Ostrand des Ural, etwa 190 km nördlich der Oblasthauptstadt Jekaterinburg, am Fluss Tura. Das Klima ist kontinental.
Die Stadt Werchnjaja Tura bildet einen eigenständigen Stadtkreis und befindet sich 10 km nordöstlich der Stadt Kuschwa.
Werchnjaja Tura liegt an der 1906 eröffneten Eisenbahnstrecke Kuschwa (Station Goroblagodatskaja) – Serow. Die Bahnstation der Stadt heißt Werchnjaja.

## Geschichte
Werchnjaja Tura entstand 1737 als Siedlung bei einer Eisengießerei (Turinski sawod/ Tura-Werk, nach dem Fluss). Nach Gründung von Eisenwerk und Ort Unteres Tura-Werk (Нижнетуринский завод/ Nischneturinski sawod, heute Nischnjaja Tura) 1754 bzw. 1766 erfolgte die Umbenennung in Werchneturinski sawod (Oberes Tura-Werk). 1941 erhielt der Ort Stadtrecht, mit Ansiedelung bedeutenderer Industrie weiter südlich – um Kuschwa – sowie nördlich – um Nischnjaja Tura – sanken Bedeutung und Einwohnerzahl jedoch im Gegensatz zu vielen Städten des Uralgebiets in Folge kontinuierlich.

### Bevölkerungsentwicklung
| Jahr | Einwohner |
| ---- | --------- |
| 1939 | 17.902    |
| 1959 | 17.509    |
| 1970 | 16.318    |
| 1979 | 14.591    |
| 1989 | 13.573    |
| 2002 | 11.097    |
| 2010 | 9.461     |

Anmerkung: Volkszählungsdaten

## Wirtschaft
In Werchnjaja Tura gibt es eine Maschinenfabrik.